# Litobranchus
Litobranchus is een monotypisch geslacht van straalvinnige vissen uit de familie van naakte slijmvissen (Blenniidae).

## Soort
- Litobranchus fowleri (Herre, 1936)